# Lillie
Lillie – wieś w Stanach Zjednoczonych, w stanie Luizjana, w parafii Union.